# لبینا
لبینا (به صربی: Lebina) یک روستا در صربستان است که در ناحیه پوموراولیه واقع شده‌است.
 لبینا  ۷۱۵ نفر جمعیت دارد.